# Mildred Natwick
Mildred Natwick est une actrice américaine, née le 19 juin 1905 à Baltimore, Maryland (États-Unis), morte le 25 octobre 1994 à New York.

## Biographie
Mildred Natwick est la fille de Joseph et Mildred Marion Dawes Natwick. Son grand-père paternel, Ole Natwick, a été l'un des premiers immigrants norvégiens, arrivé dans le Wisconsin en 1847. Mildred est la cousine de Grim Natwick, le créateur de Betty Boop, et le principal animateur de Blanche-Neige et les Sept Nains des studios Disney.

## Filmographie

### Au cinéma
- 1940 : Les Hommes de la mer (The Long Voyage Home) de John Ford : Freda
- 1945 : Le Cottage enchanté (The Enchanted Cottage) de John Cromwell : Mme Abigail Minnett
- 1945 : Yolanda et le Voleur (Yolanda and the Thief) de Vincente Minnelli : Tante Amarilla
- 1947 : Un mariage à Boston (The Late George Apley) de Joseph L. Mankiewicz : Amelia Newcombe
- 1948 : Vengeance de femme (A Woman's Vengeance) de Zoltan Korda : Infirmière Braddock
- 1948 : Le Brigand amoureux (The Kissing Bandit), de László Benedek : Isabella
- 1948 : Le Fils du désert (3 Godfathers) de John Ford : La mère
- 1949 : La Charge héroïque (She Wore a Yellow Ribbon) de John Ford : Abby Allshard
- 1950 : Treize à la douzaine (Cheaper by the Dozen) de Walter Lang : Mme Mebane
- 1952 : L'Homme tranquille (The Quiet Man) de John Ford : La veuve Sarah Tillane
- 1952 : À l'abordage (Against all flags) de George Sherman : Molvina MacGregor
- 1955 : Mais qui a tué Harry ? (The Trouble with Harry) d'Alfred Hitchcock : Mlle Ivy Gravely
- 1956 : Le Bouffon du roi (The Court Jester) de  Melvin Frank et Norman Panama : Griselda
- 1956 : L'Enfant du divorce (Teenage rebel) d'Edmund Goulding : Grace Hewitt
- 1957 : Tammy and the Bachelor de Joseph Pevney : Tante Renie
- 1967 : Pieds nus dans le parc (Barefoot in the Park) de Gene Saks : Ethel Banks
- 1969 : Mardi, c’est donc la Belgique (If It's Tuesday, This Must Be Belgium) de Mel Stuart : Jenny Grant
- 1969 : The Maltese Bippy (en) de Norman Panama : Molly Fletcher
- 1969 : Trilogy de Frank Perry : Miss Miller
- 1974 : Daisy Miller de Peter Bogdanovich : Mme Costello
- 1975 : Enfin l'amour (At Long Last Love) de Peter Bogdanovich : Mabel Pritchard
- 1982 : Kiss Me Goodbye de Robert Mulligan : Mme Reilly
- 1988 : Les Liaisons dangereuses (Dangerous Liaisons) de Stephen Frears : Madame de Rosemonde

### À la télévision
- 1946 : Sorry, Wrong Number de Frances Buss et John Houseman
- 1949 : Starring Boris Karloff (en) (série télévisée) 
  - épisode 1 : Five Golden Guineas
- 1949 : Man Against Crime (en) (série télévisée) 
  - Saison 1, épisodes 5 à 8
- 1950 : The Clock (en) (série télévisée) 
  - épisode 42 : Woman in the road, de Laurence Schwab Jr.
- 1950 : Lights Out (en) (série télévisée) 
  - Saison 2, épisode 30 : The Queen Is Dead, de Grey Lockwood
- 1950 : Starlight Theatre (en) (série télévisée) 
  - Saison 1, épisode 2 : Night Before Sailing
  - Saison 1, épisode 8 : Her Son
- 1950 : Cameo Theatre (en) (série télévisée) 
  - épisode 13 : Sarah Lee's Children
- 1950 : The Ford Theatre Hour (en) (série télévisée) 
  - Saison 3, épisode 6 : The White-Headed Boy, de Franklin J. Schaffner
- 1950-1951 : Somerset Maugham TV Theatre (en) (série télévisée) 
  - Saison 1, épisode 1 : The Creative Impulse, de Martin Ritt (1950)
  - Saison 3, épisode 1 : The Mother (1951)
- 1950-1952 : The Philco Television Playhouse (série télévisée) 
  - Saison 2, épisode 36 : The Feast, de Delbert Mann (1950)
  - Saison 3, épisode 34 : A Secret Island, de Delbert Mann (1951)
  - Saison 5, épisode 7 : Tempest of Tick Creek, de Vincent J. Donehue (1952)
- 1951 : Pulitzer Prize Playhouse (en) (série télévisée) 
  - Saison 1, épisode 20 : Mary of Scotland, de Frank Telford
  - Saison 2, épisode 1 : The Skin of Our Teeth, de Charles S. Dubin
- 1952-1953 : Danger (série télévisée) 
  - Saison 3, épisode 1 : Buttons (1952)
  - Saison 3, épisode 25 : Death and the Family Jewels, de Sidney Lumet (1953)
- 1953 : Lux Video Theatre (en) (série télévisée) 
  - Saison 3, épisode 31 : The Brooch, de Fielder Cook
- 1953 : Tales of Tomorrow (série télévisée) 
  - Saison 2, épisode 39 : Ink
- 1953 : The Doctor (en) (série télévisée) 
  - épisode 39 : The Rocking Chair
- 1953 : Gulf Playhouse (en) (série télévisée) 
  - Saison 2, épisode 3 : Death of the Old Man, de Frank Telford
- 1953 : Medallion Theatre (en) (série télévisée) 
  - Saison 2, épisode 2 : The Bartlett Desk, de Louis Pelletier
- 1953 : Goodyear Television Playhouse (en) (série télévisée) 
  - Saison 3, épisode 1 : The Happy Rest, d'Arthur Penn
- 1953 : The Web (en) (série télévisée) 
  - Saison 4, épisode 10 : The World My Cage
- 1953-1954 : Armstrong Circle Theatre (série télévisée) 
  - Saison 3, épisode 17 : The Marmalade Scandal (1953)
  - Saison 4, épisode 27 : Tam O'Shanter, de James Sheldon (1954)
- 1956 : Blithe Spirit (Téléfilm) : Madame Arcati
- 1959 : The Waltz of the Toreadors (Téléfilm) : Mme St. Pé
- 1961 : The Power and the Glory (Téléfilm)
- 1971 : Do Not Fold, Spindle, or Mutilate (Téléfilm) : Shelby Saunders
- 1972 : The House Without a Christmas Tree (Téléfilm) : Grand-mère Mills
- 1972 : The Snoop Sisters (Téléfilm) : Gwendolyn Snoop Nicholson
- 1973 : Money to Burn (Téléfilm) : Emily Finnegan
- 1973 : The Holiday Treasure (Téléfilm) : Grand-mère
- 1973 : The Snoop Sisters (série télévisée) : Gwendolyn Snoop Nicholson
- 1974 : Black Day for Bluebeard (Téléfilm) : Gwendolin Snoop
- 1975 : The Easter Promise (Téléfilm) : Grand-mère
- 1976 : Addie and the King of Hearts (Téléfilm) : Grand-mère Mills
- 1979 : Les Quatre Filles du docteur March (Little Women) (série télévisée) : Tante March
- 1979 : You Can't Take It with You (Téléfilm) : Grande duchesse Olga Katrina
- 1982 : Maid in America (Téléfilm) : Mme Angstrom
- 1983 : Magnum (Limited Engagement) (Série télévisée) : Madge LaSalle
- 1987 : Piège mortel (Deadly Deception) (Téléfilm) : Sarah Cleason

## Nomination
- 1968 : Nomination à l'Oscar du meilleur second rôle féminin pour Pieds nus dans le parc